# Casa Àngela Milà i Pasqual
La Casa Àngela Milà i Pasqual és una obra de Sitges (Garraf) inclosa a l'Inventari del Patrimoni Arquitectònic de Catalunya.

## Descripció
Edifici entre mitgeres de planta baixa, dos pisos i terrat. A la planta baixa hi ha dues portes; al primer pis un balcó i al segon dues finestres. Totes les obertures són d'arc escarser. L'edifici es corona amb cornisa de teula i barana de merlets.
La decoració de la façana es basa en la utilització del maó i la ceràmica.

## Història
Aquest habitatge que era propietat a principi de segle d'Àngela Milà Pasqual, constava originàriament de planta baixa i un pis. El 20-12- 1915 va demanar permís d'obres a l'Ajuntament per tal d'aixecar un pis més i remodelar el conjunt de la façana. L'autorització d'obres es va concedir el 22 del mateix mes.